# Axonolaimus caudostriatus
Axonolaimus caudostriatus is een rondwormensoort uit de familie van de Axonolaimidae. De wetenschappelijke naam van de soort is voor het eerst geldig gepubliceerd in 1973 door Boucher.